# مغامرات بينوكيو (فلم)
مغامرات بينوكيو هو فيلم خيالي عائلي لعام 1996 مبني على رواية كارلو كولودي الأصلية لعام 1883 والتي تحمل نفس الاسم وشارك في تأليفها وإخراجها ستيف بارون . تعاون بارون مع شيري ميلز و توم بيندر و باري بيرمان في السيناريو. كان الفيلم مشروعًا أمريكيًا وبريطانيًا وفرنسيًا وتشيكيًا وألمانيًا  أنتجته نيو لاين سينما و شركة كوشنر-لوكي و أفلام سافوي و أفلام تو كونتينتال. الفيلم من بطولة مارتن لانداو وجوناثان تايلور توماس وروب شنايدر وأودو كير وبيبي نويورث وديفيد دويل وجينيفييف بوجولد.

## روابط خارجية
- مقالات تستعمل روابط فنية بلا صلة مع ويكي بيانات